# Manyák József
Manyák József (Nagykároly, 1907 – Svájc, 1980?) romániai magyar újságíró, szerkesztő.

## Életútja
Középiskolát szülővárosában végezte, a szegedi egyetemen jogot hallgatott. 1926-ban megalapította a Haladás című katolikus társadalmi, közgazdasági és szépirodalmi, később művészeti hetilapot, mely előbb Nagykárolyban, majd 1928-tól Szatmárnémetiben jelent meg. A Brassói Lapok, Keleti Újság és a debreceni Alkotás szépirodalmi lap munkatársa volt. 1935-től átvette a Szatmári Újság irányítását és szerkesztését.